# Ivan Tatomirović
Ivan Tatomirović (in serbo Иван Татомировић?; Belgrado, 11 gennaio 1989) è un ex calciatore serbo, di ruolo difensore.

## Carriera

### Club
Il 1º gennaio 2018 viene acquistato a titolo definitivo dalla squadra finlandese dell'IFK Mariehamn.

### Nazionale
Ha giocato nella nazionale serba Under-15.

## Palmarès

### Club

#### Competizioni nazionali
- Coppa di Bosnia: 1

Sarajevo: 2013-2014
- Campionato bosniaco: 1

Sarajevo: 2014-2015
- Supercoppa di Lituania: 1

Žalgiris: 2020
- Campionato lituano: 3

Žalgiris: 2020, 2021,  2022
- Coppa di Lituania: 2

Žalgiris: 2021, 2022